# 수원북부순환로
수원북부순환로(Suwonbukbusunhwan-ro, 水源北部循環路)는 경기도 수원시 장안구 이목동 파장 나들목과 영통구 이의동을 잇는 경기도의 도로이며, 수원순환도로가 관리한다. 다른 이름으로 수원북부우회도로라고도 불린다.
2017년에 착공해 2020년 9월 21일에 개통되었다. 파장 나들목, 장안 요금소, 조원 나들목, 광교 나들목 등으로 각각 이루어져 있다. 영동고속도로 북수원 나들목, 동수원 나들목과 인접하고 있기 때문에 교통 정체나 병목 현상 등을 해소해 줄 것으로 기대된다. 용인서울고속도로의 광교상현 나들목에서 접촉하여 북수원 나들목에서 용인서울고속도로의 접근성도 높아질 것으로 기대된다.

## 연혁
- 2020년 9월 15일 : 자동차 전용도로로 지정[1]
- 2020년 9월 21일 : 수원시 장안구 이목동 ~ 영통구 이의동 7.695km 구간 신설 개통[2], 통행료 수납 개시[3]

## 주요 경유지
경기도
- 수원시 장안구 (이목동 · 파장동 · 송죽동 · 조원동 · 하광교동) - 영통구 이의동

## 노선
| 이름                   | 접속 노선                | 소재지        | 소재지                                  | 비고                                                                            |
| 서부로와 직결          | 서부로와 직결            | 서부로와 직결 | 서부로와 직결                           | 서부로와 직결                                                                   |
| ---------------------- | ------------------------ | ------------- | --------------------------------------- | ------------------------------------------------------------------------------- |
| 파장 나들목 (지지대교) | 국도 제1호선 (경수대로)  | 수원시        | 장안구                                  |                                                                                 |
| 북수원1교 북수원2교    |                          | 수원시        | 장안구                                  |                                                                                 |
| 장안 요금소            |                          | 수원시        | 장안구                                  |                                                                                 |
| 조원 나들목            | 송원로 수일로            | 수원시        | 장안구                                  | 광교 방향 진출 불가 파장 방향 진입 불가 조원 나들목 이용차량만 조원 요금소 이용 |
| 수원천교               |                          | 수원시        | 장안구                                  |                                                                                 |
| 광교터널               |                          | 수원시        | 장안구                                  | 광교 방향 연장 875m 파장 방향 연장 890m                                         |
| 광교터널               | 영통구                   | 수원시        |                                         | 광교 방향 연장 875m 파장 방향 연장 890m                                         |
| 광교1교 광교2교        |                          | 수원시        |                                         |                                                                                 |
| 광교 나들목 (광교3교)  | 광교로                   | 수원시        | 광교 방향 진입 불가 파장 방향 진출 불가 |                                                                                 |
| 이의터널               |                          | 수원시        | 광교 방향 연장 470m 파장 방향 460m      |                                                                                 |
| 수용교                 |                          | 수원시        |                                         |                                                                                 |
| 광교상현 나들목        | 171호선 용인서울고속도로 | 수원시        | 광교 방향 진출 불가 파장 방향 진입 불가 |                                                                                 |
| 석성로와 직결          |                          |               |                                         |                                                                                 |

## 통행료
2023년 4월 1일부터 적용된 요금 기준
| 구분                                                   | 장안요금소 | 조원요금소 |
| ------------------------------------------------------ | ---------- | ---------- |
| 1종 (승용차, 16인승 이하 승합차, 2.5t 미만 화물차)     | 1,700      | 1,100      |
| 2종 (17 ~ 32인승 이하 승합차, 2.5t ~ 5.5t 이하 화물차) | 1,700      | 1,100      |
| 3종 (33인승 이상 승합차, 5.5 ~ 10t 미만 화물차)        | 1,700      | 1,100      |
| 4종 (10t ~ 20t 미만 화물차)                            | 1,900      | 1,200      |
| 5종 (20t 이상 화물차)                                  | 2,100      | 1,300      |

## 자동차 전용도로
이 도로는 자동차 전용도로로 지정되었기 때문에 보행자, 자전거 등은 통행할 수 없다. 이륜 자동차(모터사이클 혹은 오토바이)는 긴급자동차(싸이카 및 소방용 모터사이클 등)에 한해 통행이 가능하며, 그 밖의 이륜 자동차는 통행할 수 없다.